# Kum-Kum
Kum-Kum (jap. わんぱく大昔クムクム, Wanpaku Oomukashi Kumu Kumu, wörtlich: Der freche Kum-Kum aus der Urzeit) ist eine Anime-Fernsehserie von 1975.

## Handlung
Der junge Höhlenmensch Kum Kum lebt im steinzeitlichen Japan. Zu seiner Sippe gehören sein Vater Pal Pal, seine Mutter Mal Mal, seine Schwester Ful Ful sowie sein Bruder Tol Tol. Des Weiteren treten Kum Kums Freundin Chiru-Chiru sowie seine Spielkameraden Aron und Mochi-Mochi auf. Bei seinen Abenteuern trifft Kum Kum auf weitere Steinzeitmenschen, aber auch Tiere wie Bären, Fantasiewesen und anachronistischerweise sogar einen Dinosaurier.

## Produktion und Veröffentlichung
Schöpfer und Character Designer der Serie war Yoshikazu Yasuhiko, der auch an bekannteren Anime-Serien wie Uchū Senkan Yamato, Brave Raideen und Mobile Suit Gundam beteiligt war. Als Regisseure fungierten Noboru Ishiguro, Wataru Mizusawa und Rintaro. Ishiguro führte bereits vor Kum-Kum bei der Science-Fiction-Animeserie Uchū Senkan Yamato Regie und nach Kum-Kum bei einem weiteren Klassiker des Science-Fiction-Genres, Chōjikū Yōsai Macross. Rintaro alias Shigeyuki Hayashi sollte nach Kum-Kum durch Serien wie Die Abenteuer des fantastischen Weltraumpiraten Captain Harlock und Anime-Filme wie Galaxy Express 999 zu einem der berühmtesten Anime-Regisseure werden. Unter den drei Drehbuchschreibern Eiichi Tachi, Yoshiaki Yoshida und Keisuke Fujikawa ist vor allem letzterer durch seine Autorentätigkeit für zahlreiche weitere Anime-Franchises wie Transformers und Mazinger Z bekannt.
Sowohl das Opening クムクムのうた („Kumu Kumu no Uta“, dt. wörtlich „Kum-Kums Lied“) als auch das Ending サウルスくん („Saurusu-kun“, dt. wörtlich „Saurus“) wurden von Mitsuko Horie eingesungen, die vor allem durch das Opening von Candy Candy zwei Jahre später bekannt wurde, zu zahlreichen weiteren Anime wie Doraemon, Hello Sandybell und Sailor Moon Lieder beisteuerte und auch als Synchronsprecherin in Anime wie Saint Seiya, Dragon Ball und Wunderbare Pollyanna erfolgreich war. Das deutsche Titellied wurde von Robert Pferdmenges komponiert und gesungen.
Kum-Kum wurde erstmals auf dem japanischen Fernsehsender TBS vom 3. Oktober 1975 bis 26. März 1976 in 26 Folgen von jeweils 25 Minuten Länge ausgestrahlt. Die Serie lief in den 1980er Jahren unter anderem auch im deutschen, französischen, italienischen, brasilianischen (als As Aventuras de Cacá) und britischen Fernsehen.

## Synchronisation
| Rolle               | japanische Stimme(Seiyū) | deutsche Stimme  |
| ------------------- | ------------------------ | ---------------- |
| Kumu-Kumu / Kum Kum | Kazue Tagami             | Christian Bey    |
| Paru-Paru / Pal Pal | Kōsei Tomita             | Wolfgang Hess    |
| Maru-Maru / Mal Mal | Mitsuko Tomobe           | Anita Höfer      |
| Furu-Furu / Ful Ful | Yōko Asagami             | Alexandra Ludwig |
| Toru-Toru / Tol Tol |                          | Christa Häussler |
| Chiru-Chiru         | Teruko Akiyama           |                  |
| Aron                | Yoshiko Ōta              | Manou Lubowski   |